# Iles de la Colombiere, de la Nelliere et des Haches
Iles de la Colombiere, de la Nelliere et des Haches este o arie protejată (arie de protecție specială avifaunistică — SPA) din Franța întinsă pe o suprafață de 1.695 ha, integral pe uscat.

## Localizare
Centrul sitului Iles de la Colombiere, de la Nelliere et des Haches este situat la coordonatele 48°37′00″N 2°11′00″W / 48.61667°N 2.18333°V.

## Înființare
Situl Iles de la Colombiere, de la Nelliere et des Haches a fost declarat arie de protecție specială avifaunistică în baza directivei 79/409 din 1979 referitoare la conservarea păsărilor sălbatice pentru a proteja 18 specii de animale.

## Biodiversitate
Situată în ecoregiunea atlantică, aria protejată nu include niciun habitat protejat.
La baza desemnării sitului se află mai multe specii protejate de  păsări (18): rață mare (Anas platyrhynchos), Branta bernicla, fugaci de țărm (Calidris alpina), prundaș gulerat mare (Charadrius hiaticula), egretă mică (Egretta garzetta), scoicar (Haematopus ostralegus), Larus argentatus, Larus marinus, rață neagră (Melanitta nigra), culic mare (Numenius arquata), Phalacrocorax aristotelis, cormoran mare (Phalacrocorax carbo), ploier argintiu (Pluvialis squatarola), corcodel mare (Podiceps cristatus), Sterna dougallii, chiră de baltă (Sterna hirundo), chiră de mare (Sterna sandvicensis), călifar alb (Tadorna tadorna).